# 国府津駅
国府津駅（こうづえき）は、神奈川県小田原市国府津四丁目にある、東日本旅客鉄道（JR東日本）、東海旅客鉄道（JR東海）の駅である。JRの境界駅の一つ。

## 概要
東海道本線と御殿場線が乗り入れている。JR東日本横浜支社がホーム・駅舎の管理および駅業務を行っている。
1987年4月の国鉄分割民営化までは東海道本線、御殿場線（旧東海道本線）ともに日本国有鉄道（国鉄）の路線であったが、この分割民営化によって東海道本線東京 - 熱海間はJR東日本、御殿場線はJR東海に分割して移管された。御殿場線沿いにJR東日本国府津車両センターが位置していることから、当駅を起点終点とする列車が設定されている。
東海道本線にはJT 14、御殿場線にはCB00の駅番号が設定されている。

## 歴史
1887年、初代横浜駅（1915年以降は桜木町駅）から当駅までの鉄道路線の開通に伴い、国府津駅は開業した。その2年後の1889年には当駅から御殿場駅・沼津駅を経て静岡駅までが開通したが、国府津駅から御殿場駅までの区間は勾配がきついため、列車を後押しする機関車を連結することとなり、当駅は機関車の基地として重要な役割を有することとなった。1888年には、駅前から小田原・湯本までを結ぶ小田原馬車鉄道も発着するようになったが、後に小田原電気鉄道と社名を改め、1900年には日本で4番目の電気鉄道（路面電車）となった。1925年には、横浜駅から当駅までが電化され、電気機関車と蒸気機関車を付け替える駅としての役割も担うようになる。
しかし、御殿場回りのルートは勾配がきついため、速度向上のネックとなっており、また、トンネル掘削技術が向上したことにより、熱海を経由する新しい路線を建設しようとの機運が高まった。まず、1920年に熱海線として当駅から小田原駅までが開業。これに伴い並行する小田原電気鉄道は起点を小田原駅に変更する形で廃止された。熱海線はその後、1922年には真鶴駅まで、1924年には湯河原駅まで、1925年には熱海駅までと次々に延伸が重ねられた。1934年12月になると丹那トンネルが完成し熱海 - 沼津間が開通、これを機に新線と熱海線が東海道本線に編入され、東海道本線は御殿場駅経由から熱海駅経由に変更された。
国府津 - 沼津間全通までは、「燕」や「櫻」といった当時最速とされた列車でさえも機関車連結のために停車していたが、東海道本線のルートが熱海経由になったことにより当駅は本線の後押し機関車の連結駅としての役割を終え、また新ルートは当初から電化されていたため機関車を付け替える駅としての役割をも終えることとなった。
国府津 - 御殿場 - 沼津のルートはこの時に御殿場線として分離され、1943年には戦時中の金属供出により単線となった。以後、国府津駅は東海道本線から御殿場線の分岐する小さな接続駅としての役割のみを持つ駅となった。また、1968年の御殿場線無煙化により、国府津機関区は車両無配置となった。
1979年には、下曽我駅寄りに開設されていた国府津機関区電車基地に湘南電車が配属されることになった。また、1987年の国鉄分割民営化により、東海道本線の東京駅から熱海駅までがJR東日本の管轄、御殿場線がJR東海の管轄となり、当駅は両者間の分界駅ともなった。

### 年表

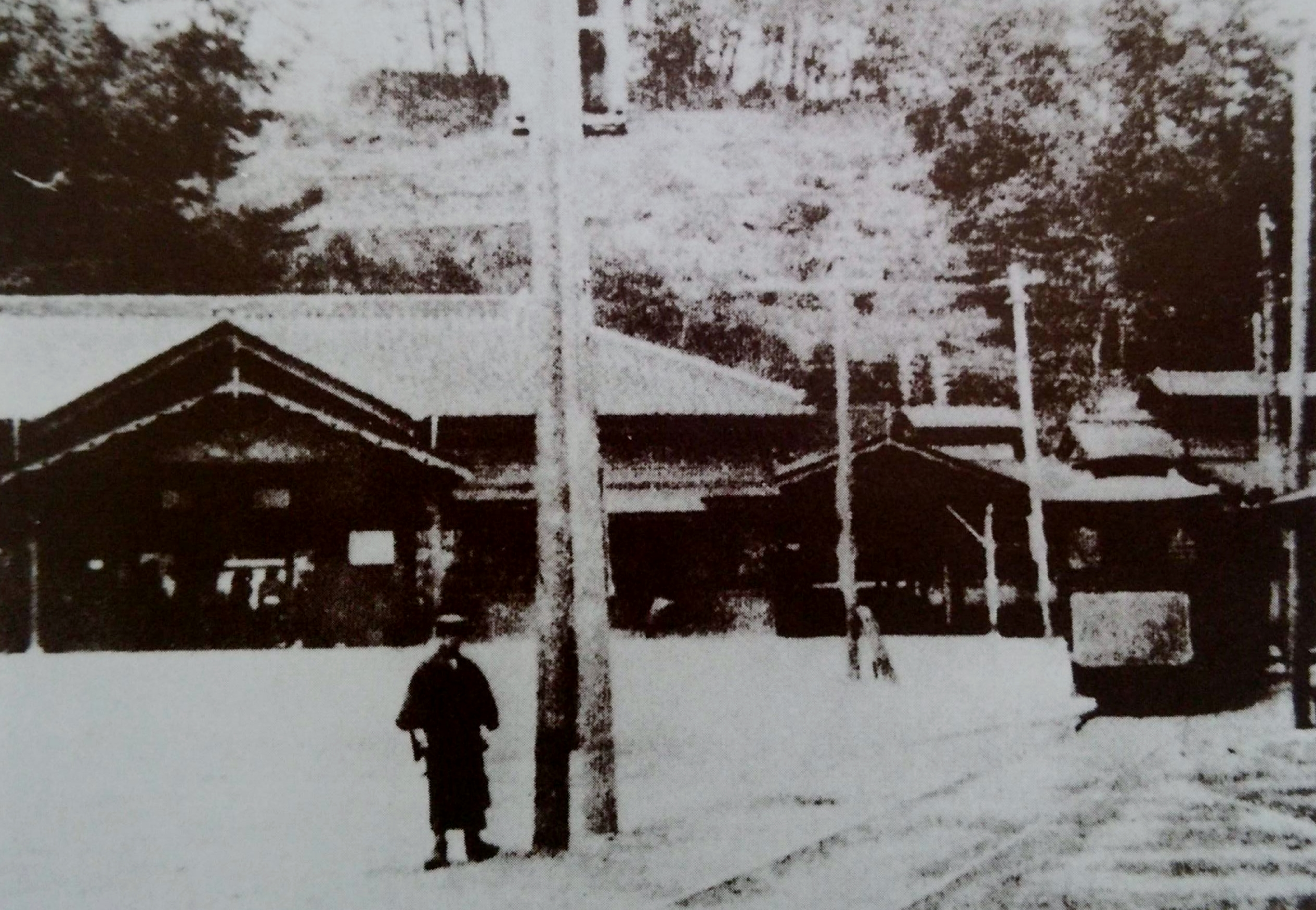
国府津駅（1909年）

- 1887年（明治20年）7月11日：旧・横浜駅 - 当駅間開通と同時に開業。1日3往復[2]。一般駅。
- 1888年（明治21年）7月1日：構内で駅弁販売開始（東海道本線初の駅弁とされる）。
- 1889年（明治22年）2月1日：当駅 - 御殿場駅 - 静岡駅間が開業[3]。
- 1909年（明治42年）10月12日：線路名称制定、新橋駅 - 当駅 - 御殿場駅方面を東海道本線と命名[4]。
- 1920年（大正9年）10月21日：熱海線 当駅 - 小田原駅間が開通[5]。
- 1925年（大正14年）12月13日：横浜駅 - 当駅間が電化され、電化・非電化の境となる。
- 1926年（大正15年）頃：全国的に駅名表示が見直される中、発音通りに「こうず」と表記される（1929年（昭和4年）に「こうづ」に戻る[6]）。
- 1934年（昭和9年）12月1日：丹那トンネルの完成により熱海駅から沼津駅までが電化複線で開業し、従来の熱海線と併せて東海道本線とされ[5]、御殿場経由のルートは御殿場線となる[7]。
- 1970年（昭和45年）
  - 5月20日：新設の西湘貨物駅に貨物取扱業務を移管、当駅での貨物取扱が廃止[1]。
  - 12月：現在の駅舎に改築。
- 1980年（昭和55年）：国府津運転所が発足。
- 1985年（昭和60年）3月14日：荷物の取扱いを廃止[1]。
- 1987年（昭和62年）4月1日：国鉄分割民営化により、JR東日本・JR東海の分界駅（JR東日本管理）となる[1][3]。
- 1997年（平成9年）3月8日：自動改札機を設置し、供用開始[8]。
- 2001年（平成13年）11月18日：JR東日本でICカード「Suica」供用開始。
- 2004年（平成16年）：組織改編により国府津電車区が国府津車両センターに改称。
- 2007年（平成19年）：駅前広場整備工事開始。これに伴い、移動自転車置き場があった所に駐輪所を移転。
- 2012年（平成24年）3月16日：東海道線東京方面から当駅をまたいで御殿場線へ直通する列車が廃止。
- 2021年（令和3年）3月13日：JR東海のICカード「TOICA」のエリアに編入される[9][10]。
- 2022年（令和4年）
  - 5月2日：発車メロディを「みかんの花咲く丘」に変更[11][12]。
  - 8月25日：みどりの窓口の営業を終了[13][14]。

### 鉄道唱歌での登場
1900年5月10日に第1集東海道篇が発表された『鉄道唱歌』（大和田建樹作詞、多梅稚作曲）では、12番に、国府津が小田原電気鉄道との乗換駅（当時）であったことから、「国府津おるれば電車あり 酒匂小田原とおからず…」と歌われているが、初版では歌い始めが「国府津おるれば馬車ありて」となっていた。これは、発表がちょうど小田原電気鉄道が馬車鉄道から電気鉄道へ動力を改めた時期に一致したため、急遽書き直されたものである。

## 駅構造

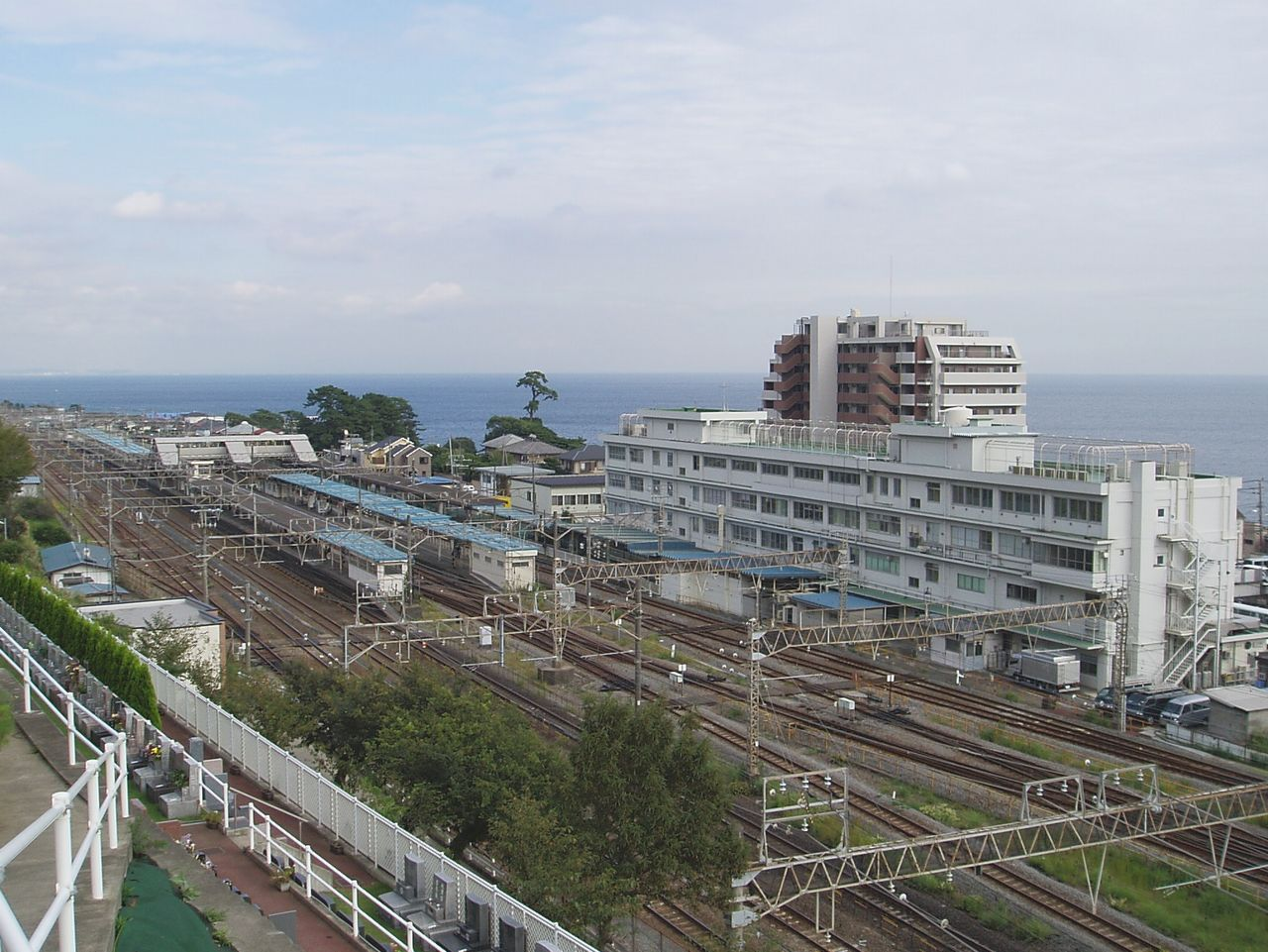
駅全景（2007年）

単式ホーム1面1線と島式ホーム2面4線、合計3面5線のホームを持つ地上駅。単式ホームに隣り合って設置された駅舎はコンクリート造り4階建てとなっている。ホーム間は地下道及び跨線橋で結ばれており、原則として1・2・4・5番線をJR東日本の東海道線、3番線をJR東海の御殿場線が使用している。3番線の下曽我方に御殿場線の0キロポストがある。
構内はJR東日本が所有・管理しているが、1番線の事務室付近にJR東海沼津運輸区の国府津詰所がある。両社の財産上の境界（財産境界）は下曽我方にある第一場内信号機（最も外側の信号機、小田原厚木道路の北）に設定されている。
JR東海御殿場線の線路は下曽我方でJR東日本東海道線の上り線を高架橋でまたぎ、御殿場方面につながる。JR東海御殿場線は当駅と下曽我駅の中間までJR東日本国府津車両センター出入区線（出入庫線）が並行するため、ここまでの間は複線のように見える。車両センターへの出入りのため、一部列車は当駅が始発・終点となっている。出入区線には社員輸送車も運行されている。
また、これとは別に御殿場線の線路から駅構内で東海道貨物線へ接続する貨物線もあるが、これは高架橋ができる前の御殿場線のルートを流用している。御殿場線の定期貨物列車がない今では東海道貨物線経由列車の出入庫に使用されている。
JR東日本としては小田原・伊豆統括センター管理の直営駅であり、二宮駅における営業時間外のインターホン対応を行う。指定席券売機と交通系ICカード対応自動改札機・自動券売機とJR東海のロゴが入ったTOICA出場用簡易改札機が設置されている。
駅舎は鉄筋コンクリート4階建てだが、旅客用のスペースは1階の一部のみである。当駅の東京方にあった機関庫は、鉄道関係のものとしては日本で最初の鉄筋コンクリート建造物とも言われる歴史的に貴重なものであったが、解体され現存しない。

### ICカードについて
交通系ICカードは小田原・東京方面がSuicaエリア、松田・御殿場方面がTOICAエリアである。IC定期券を除いて両カードエリアを跨いでのSF乗車（東京・小田原方面 - 当駅経由 - 松田・御殿場方面）はできない。
ICカード入場は改札機で両エリアに対応するが、TOICAエリアからの出場は有人通路横にあるTOICA簡易改札機で対応する。2021年3月13日から2025年3月14日まではTOICAエリアの内、下曽我駅・大岡駅間17駅からの出場に限って簡易機で対応しており、SF通し乗車が不可の小田原・熱海経由沼津方面（熱海駅は当駅と同様にTOICA・Suicaエリアの境界）の経路を「TOICAエリア完結」として誤精算しないようにするためであった。
その後、経路に関する規則改正により2025年3月15日以降はこの制限が撤廃されており、熱海方面からTOICAエリア（御殿場経由）を乗車し当駅の簡易機から出場すると、「TOICAエリアを乗車した」「（東海会社線としては実際には存在しない）最短の小田原経由で運賃計算」と判定されるように変更された。

### のりば
| 番線 | 路線           | 方向 | 行先                         | 備考            |
| ---- | -------------- | ---- | ---------------------------- | --------------- |
| 1・2 | 東海道線       | 下り | 小田原・熱海・伊東・沼津方面 |                 |
| 3    | 御殿場線       | -    | 松田・御殿場方面             | 一部は4番線発着 |
| 4・5 | 東海道線       | 上り | 横浜・品川・東京方面         |                 |
| 4・5 | 上野東京ライン | 上り | 横浜・品川・東京・上野方面   |                 |
| 4・5 | 湘南新宿ライン | 上り | 横浜・渋谷・新宿方面         |                 |

（出典：JR東日本:駅構内図）
- 御殿場線のラインカラーならびに路線記号の表記は、駅名標における駅番号表記のみにとどめられている。
- 2012年3月のダイヤ改正以前は、2番線からも御殿場線への列車（日中の当駅始発と夜の東京発の直通列車）が発車していた。
- 当駅で車両の連結・切り離しや特急を待避する列車が存在する。
- 東海道線下り列車の一部は待避がなくても2番線に入線し、同一ホームで御殿場線列車と乗り換えができる形になっている。

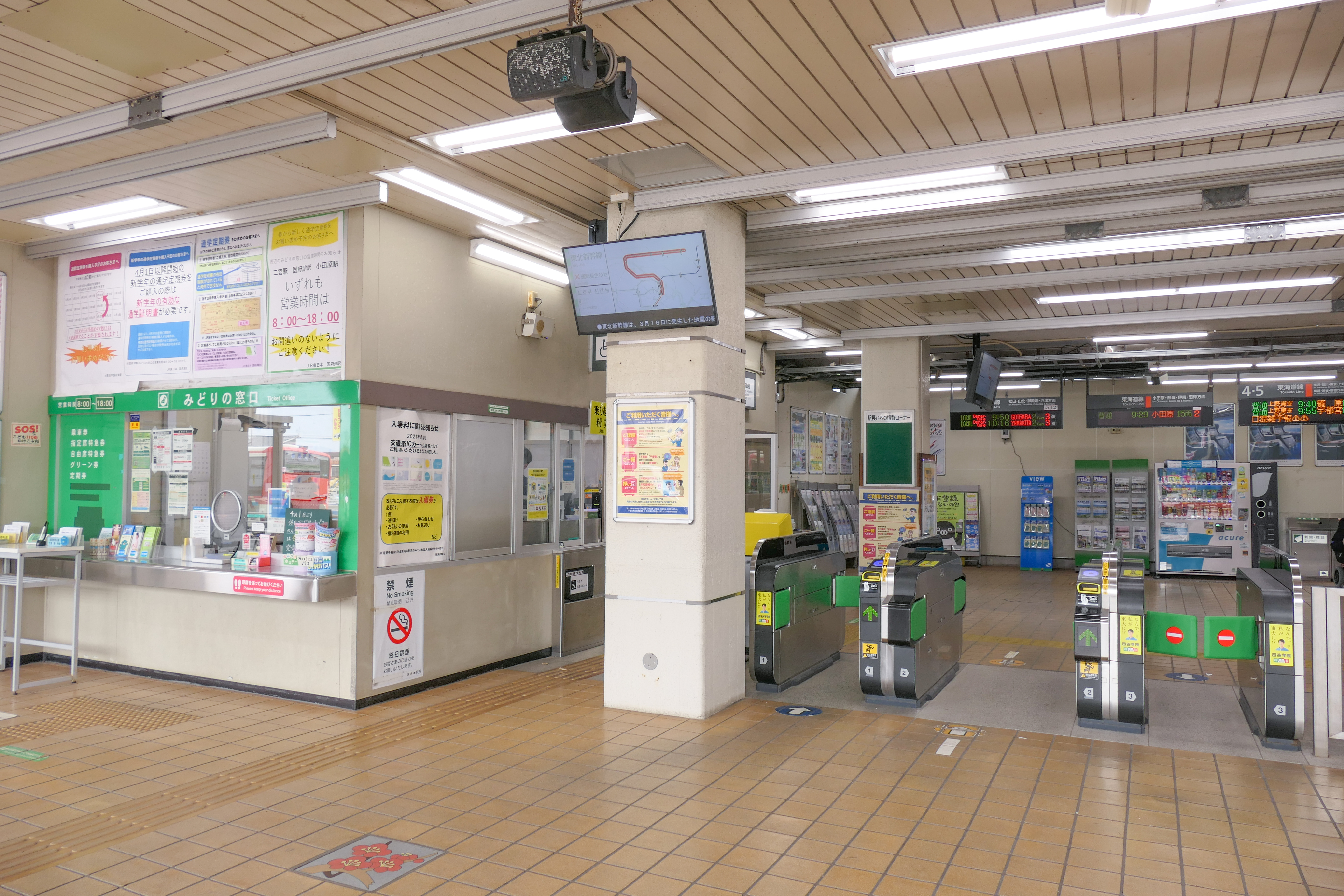
改札口（2022年3月）
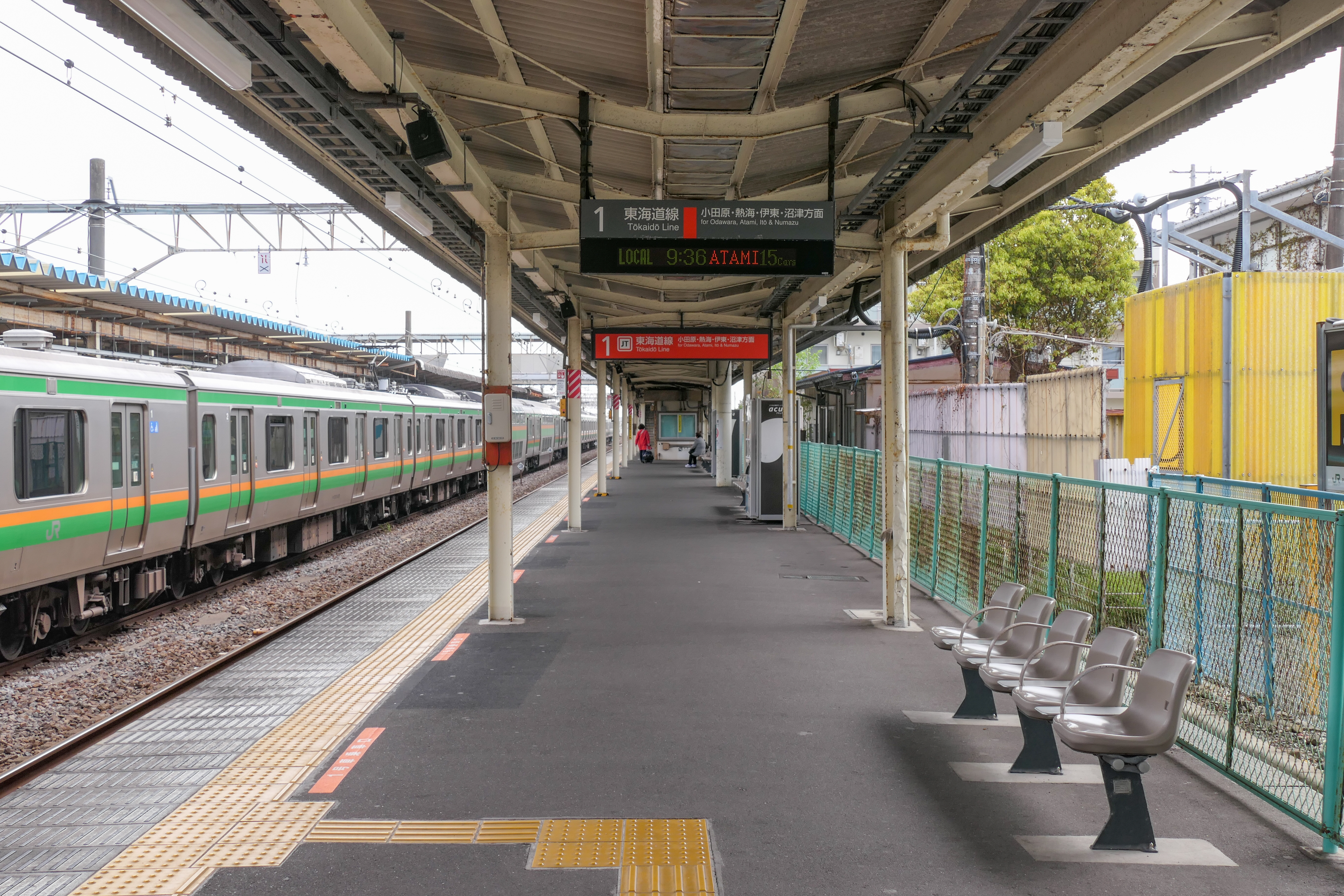
1番線ホーム（2022年3月）
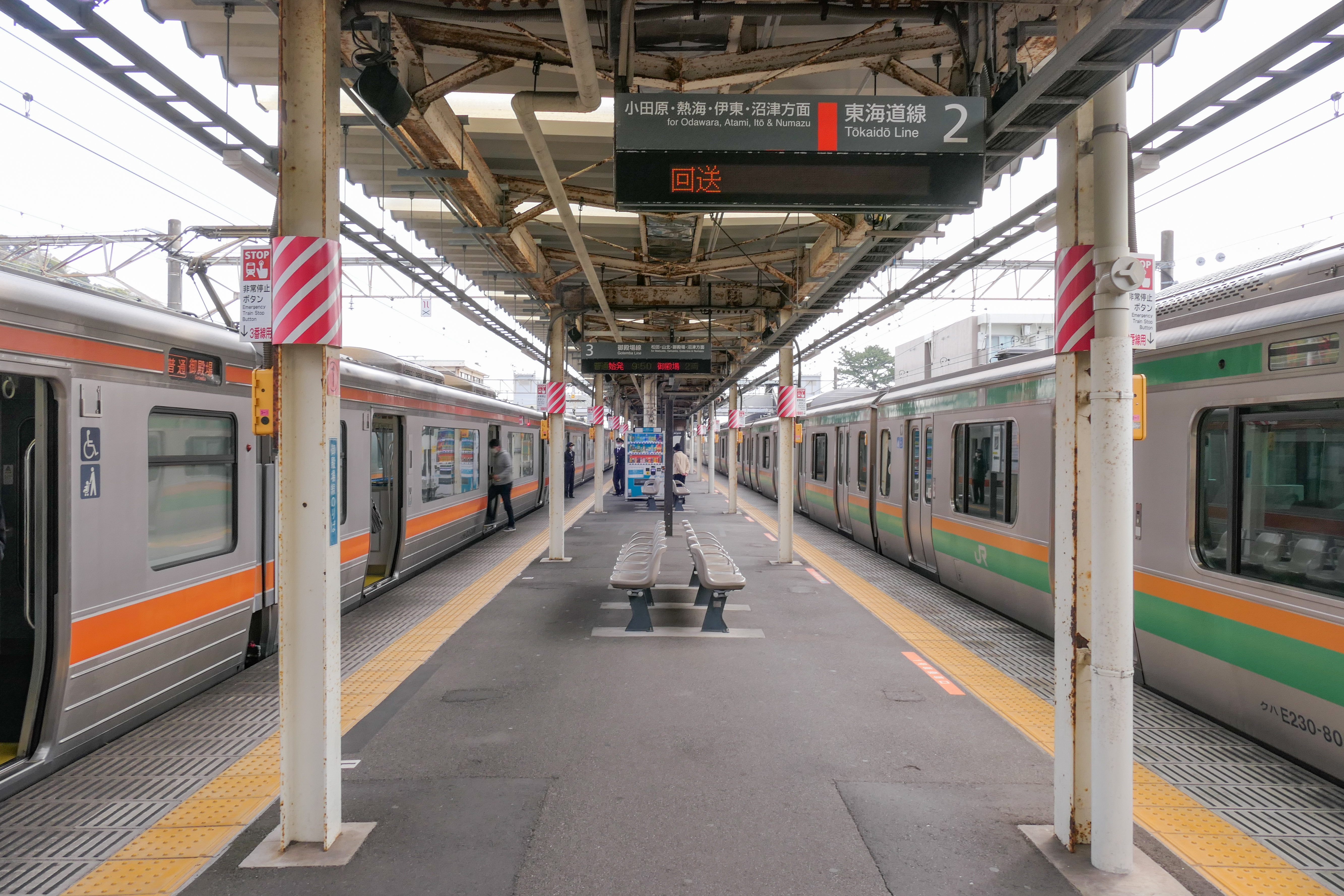
2・3番線ホーム（2022年3月）
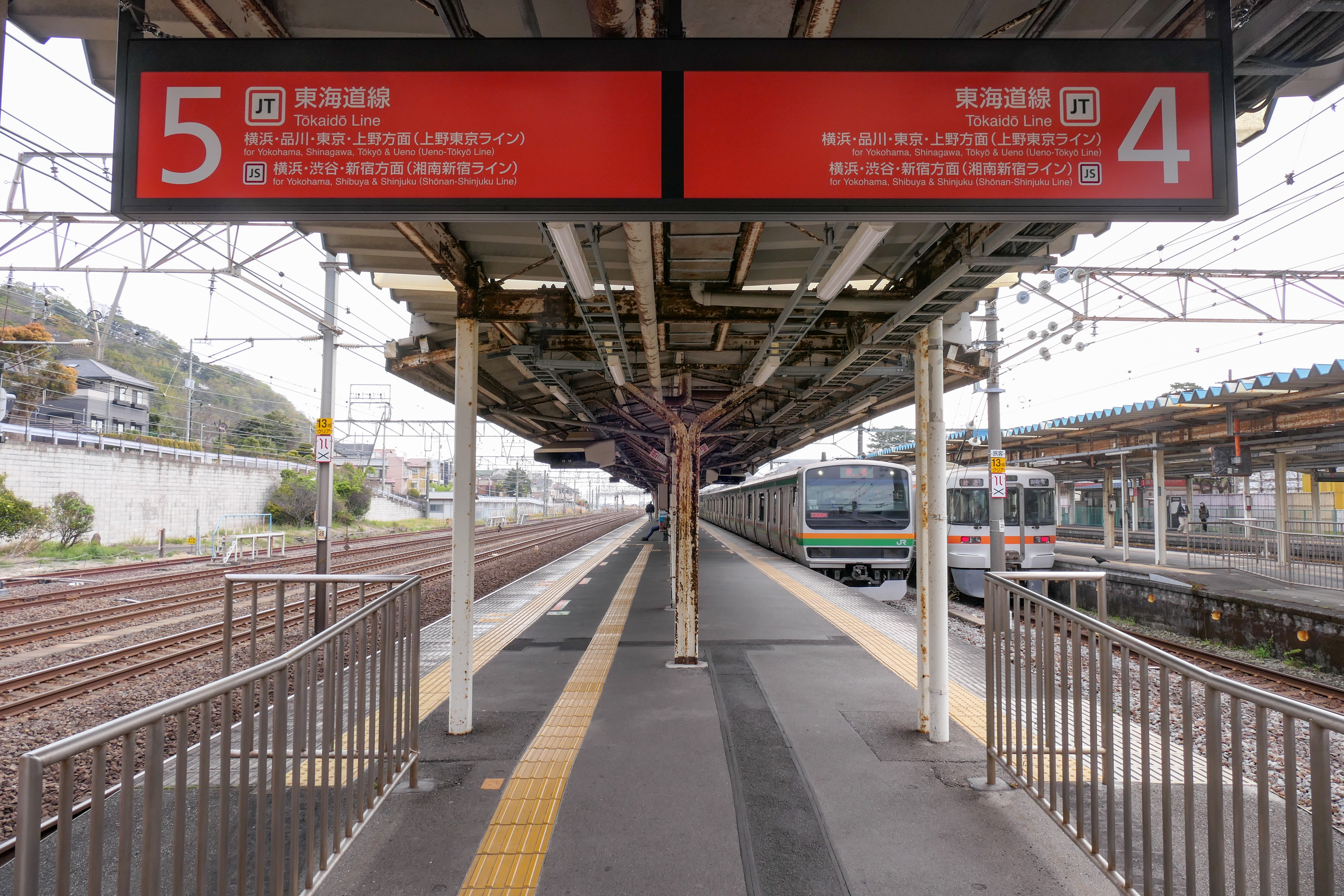
4・5番線ホーム（2022年3月）

### 発車メロディ
長らく東洋メディアリンクス制作の汎用の発車メロディを使用していたが、2022年5月2日に、童謡「みかんの花咲く丘」をアレンジしたものに変更している。これは地域活性化の取り組みとして国府津商工振興会が企画したもので、同曲が当駅付近を走る列車の車窓から見えたみかん畑の景色にインスピレーションを受けて作曲されたものであることにちなんでいる。同振興会副会長の佐藤基は「地元ゆかりのメロディーに変更することで、駅の利用者や市民、観光客に愛着を深めてほしい」としている。
編曲は作曲家の高木文世が手掛けた。アレンジは番線ごとに異なっており、奇数番線は曲の前半部分、偶数番線は後半部分を採用している。高木は変更前日に当駅で行われた記念式典で「『上りホームは明るく、下りは落ち着く感じで、御殿場線はウキウキというイメージで』と提案があり、オルガンをベースにトータルでひとつの曲になるようにした」と解説している。

## 駅弁
1888年7月に足柄下郡国府津村で旅館業を営んでいた飯沼ヒデが、国府津停車場構内で販売した「竹の皮に包んだ握り飯に沢庵を添えたもの」が東海道本線最初の駅弁とされる。以後、明治時代には次のような駅弁が売られたという。
- 上等御弁当 - 献立：玉子焼、魚類、蒲鉾、鳥肉、香ノ物三種、ご飯
- 御弁当（並） - 献立：玉子焼、魚類、蒲鉾、黒豆、白タキ、椎茸、香ノ物、ご飯
- サンドウィッチ
- 小鯵おし寿し
- 御鯛飯
- 洋食御弁当 - 献立：魚フライ、冷やし牛肉、ボイルド・ハム、バター、ポテトチップ、生野菜、ソース、パン

1923年（大正12年）4月20日に、守山乳業が製造した「珈琲牛乳」を扱い始める。これは瓶入りのコーヒー牛乳を店頭で販売した初めての例であるという。
1933年（昭和8年）には個人営業から法人組織へ移行し、飯沼ヒデは、現在小田原駅などで駅弁を販売するこの「東華軒」（神奈川県小田原市）初代経営者とされる。
東華軒は2・3番線ホームの売店で構内営業を行っていたが、2007年に廃止された。JR時刻表の駅弁情報最終掲載号には国府津駅の項に駅弁取扱のマークが付いていたが、売店があるのは改札外（駅前広場向かい）だけとなっている。主な駅弁は下記の通り。
- こゆるぎ茶めし
- 鯛めし
- デラックスこゆるぎ弁当
- 小鰺押寿司
- 金目鯛炙り寿司

ただし、JTB時刻表 2025年3月号には国府津駅の駅弁の掲載は無い。

## 利用状況
JR東日本の2023年度（令和5年度）の1日平均乗車人員は4,993人である。快速停車駅だが、小田原以東の東海道線内の駅では最も少ない。
1995年度（平成7年度）の推移は下記の通り。
| 年度               | 1日平均 乗車人員 | 出典     |
| ------------------ | ---------------- | -------- |
| 1995年（平成07年） | 7,576            | [ * 1 ]  |
| 1998年（平成10年） | 7,500            | [ * 2 ]  |
| 1999年（平成11年） | 7,298            | [ * 3 ]  |
| 2000年（平成12年） | 6,998            | [ * 3 ]  |
| 2001年（平成13年） | 6,820            | [ * 4 ]  |
| 2002年（平成14年） | 6,702            | [ * 5 ]  |
| 2003年（平成15年） | 6,527            | [ * 6 ]  |
| 2004年（平成16年） | 6,492            | [ * 7 ]  |
| 2005年（平成17年） | 6,464            | [ * 8 ]  |
| 2006年（平成18年） | 6,571            | [ * 9 ]  |
| 2007年（平成19年） | 6,634            | [ * 10 ] |
| 2008年（平成20年） | 6,575            | [ * 11 ] |
| 2009年（平成21年） | 6,489            | [ * 12 ] |
| 2010年（平成22年） | 6,441            | [ * 13 ] |
| 2011年（平成23年） | 6,364            | [ * 14 ] |
| 2012年（平成24年） | 6,289            | [ * 15 ] |
| 2013年（平成25年） | 6,370            | [ * 16 ] |
| 2014年（平成26年） | 6,283            | [ * 17 ] |
| 2015年（平成27年） | 6,322            | [ * 18 ] |
| 2016年（平成28年） | 6,067            | [ * 19 ] |
| 2017年（平成29年） | 5,998            |          |
| 2018年（平成30年） | 6,000            |          |
| 2019年（令和元年） | 5,845            |          |
| 2020年（令和02年） | 4,492            |          |
| 2021年（令和03年） | 4,604            |          |
| 2022年（令和04年） | 4,797            |          |
| 2023年（令和05年） | 4,993            |          |

## 駅周辺
当駅は小田原駅付近から延々と続く市街地の東端に位置している。南側には国道1号線や西湘バイパスが走る。国道1号線沿いの駅前商店街には、洋館や看板建築、「出桁（だしげた）造り」の建物が多く見られたが、商店の衰退とともに姿を消しつつある。駅裏手から御殿場線方面に沿って伸びる丘陵は、みかん栽培が盛んであった。当駅と下曽我駅の中間にはJR東日本の国府津車両センターが広がっている。
国府津という地名は、昔大磯町西部（国府本郷・国府新宿付近：異説もあり）に相模国国府があって、それに近い港ということで付けられたといわれる。戦前は湘南避暑避寒の地として海を見下ろす丘陵地を中心に政財界人の別荘が置かれた。文人達もよく訪れたといた。 
- 小田原国府津郵便局
- 小田原市立国府津小学校
- 国府津保育園
- 山近記念総合病院
- 西湘バイパス国府津インターチェンジ
- 国道1号
- 神奈川県道72号
- 神奈川県道717号
- 真楽寺
- 光明寺
- 安楽院
- 法秀寺
- 常念寺
- 長泉寺
- 菅原神社

## バス路線
「国府津駅」停留所にて、以下の路線バスが発着する。
| のりば | 運行事業者       | 系統・行先                                                               | 備考 |
| ------ | ---------------- | ------------------------------------------------------------------------ | ---- |
| 1      | 箱根登山バス     | - 小田原駅 - 城東車庫前                                                  |      |
| 2      | 箱根登山バス     | - 小田原駅 - 鴨宮駅 - 城東車庫前 - ダイナシティ                          |      |
| 3      | 神奈川中央交通   | - 国04・国05：橘団地 - 国06：国府津駅（西湘テクノパーク循環）            |      |
| 4      | 富士急モビリティ | - 国02：下曽我駅 - 国07：新松田駅 - イエティライナー：イエティ・ぐりんぱ |      |

備考
- 駅前には、箱根登山タクシー、報徳ハイヤーが停泊している。
- 小田原市は2007年度に国府津駅前広場の整備工事を行った。東側にバス専用の進入路を新設して、バスとタクシー・一般車を分離した。しかし、国府津駅前交差点を先頭に起きる渋滞が多発しており、小田原市は、2020年度から混雑緩和対策を開始した[27]。2022年8月23日に完成した[28]。

## 隣の駅
東日本旅客鉄道（JR東日本）
 東海道線
- 特急「湘南」一部停車駅（下りは全列車停車）

■特別快速（湘南新宿ライン経由）
平塚駅 (JT 11) - 国府津駅 (JT 14) - 小田原駅 (JT 16)
■普通（東京方面発着）・■快速（湘南新宿ライン経由、下り列車は戸塚駅から「普通」扱い）
二宮駅 (JT 13) - 国府津駅 (JT 14) - 鴨宮駅 (JT 15)
東海道貨物線
相模貨物駅 - 国府津駅 - 西湘貨物駅
※ 当駅 - 鴨宮駅間の貨物線上に西湘貨物駅が位置している。
東海旅客鉄道（JR東海）
 御殿場線
国府津駅 (CB00) - 下曽我駅 (CB01)

### 記事本文